# Reformation und Gegenreformation in Polen-Litauen
Reformation und Gegenreformation kennzeichneten die konfessionelle Entwicklung in der königlichen Republik Polen-Litauen vom 16. bis zum 18. Jahrhundert.

## Erste reformatorische Bewegung (1518–1548)
Reformatorische Ideen verbreiteten sich zuerst in den deutschen Städten Danzig, Thorn, Elbing in Polnisch-Preußen, durch einheimische, die in Wittenberg studiert hatten, und Kaufleute. Bereits um 1518 predigte der Dominikanermönch Jacob Knothe in Danzig lutherische Ideen. Seit 1525 wurden im Zuge des Danziger Aufruhrs in fünf Kirchen der Stadt evangelische Prediger angestellt. 1526 unterband König Sigismund I. mit seinem persönlichen Erscheinen diese Entwicklung, einige Protestanten wurden hingerichtet, andere flohen.
Damit war die offizielle Gründung von evangelischen Gemeinden für die folgenden zweieinhalb Jahrzehnte in Polen und Litauen unmöglich gemacht worden.
Gleichwohl bildeten sich in Städten und auf Adelsgütern in Polnisch-Preußen, Großpolen und Kleinpolen evangelische Gemeinden, die allerdings meist im privaten Umfeld bestanden (sogenannter Kryptoprotestantismus). Katholische Priester und Gelehrte, die in ihrem Amt lutherische Ideen verbreiteten, wurden abgesetzt, so Jakob von Iłża 1534 in Krakau,  Pankratius Klemme 1537 in Thorn und Jan Seklucjan 1543 in Posen. Es kam zur Aufnahme Evangelischer aus Polen-Litauen durch das Herzogtum Preußen.

## Zweite Reformation (1548–1573)
Erst nach dem Tod des Königs im Jahre 1548 änderte sich die Situation langsam. In jenem Jahr kamen auch Böhmische Brüder, die wegen ihrer protestantischen Gesinnung aus Böhmen und Mähren vertrieben worden waren, nach Polen, denen die freie Religionsausübung vom neuen König Sigismund II. August erlaubt wurde. Deren Glaubenspraxis wirkte auf die polnische Umgebung.
Zwar erließ der König 1550 noch ein Edikt, das protestantische Aktivitäten für die anderen Bewohner Polens und Litauens weiter unter Strafe stellte, doch waren auf dem Sejm (Reichstag) in diesem Jahr schon die Mehrheit der weltlichen Senatoren protestantisch. 1552 wurde die Vollstreckung des Edikts von 1550 ausgesetzt. Es entstanden offiziell erste evangelische Gemeinden lutherischer Konfession, vor allem in den Städten in Polnisch-Preußen (Danzig, Thorn, Elbing, Marienburg, Graudenz) und reformierte in Kleinpolen und Litauen, dort vor allem angeregt und unter dem Schutz von Kanzler Fürst Mikołaj Radziwiłł. 
1555 wurde auf dem Sejm offiziell genehmigt, evangelische Gemeinden auf Adelsgütern zu haben. In diesem Jahr kam es zu einem ersten Zusammenschluss von Reformierten und Böhmischen Brüdern in Kleinpolen. 1557 wurde ein offizielles Privilegium vom König erlassen, das die Existenz protestantischer Gemeinden gestattete.
Es entstanden in den folgenden Jahren weitere Gemeinden in Polnisch-Preußen, Großpolen, Kleinpolen und Litauen, wobei der reformierte (calvinistische) Einfluss auch in den lutherischen Gemeinden zunahm. 1562 spaltete sich die unitarische Kirche der Polnischen Brüder, die unter anderem die Dreieinigkeit Gottes und die Kindertaufe ablehnte, von den Reformierten ab. Die an der Trinität und Kindertaufe festhaltende reformierte Kirche wurde daraufhin als Ecclesia reformata maior (≈ Große Reformierte Kirche), die unitarische als reformata minor (≈ Kleine Reformierte Kirche) bezeichnet.
1570 trafen sich in Sandomir Lutheraner, Reformierte (Calvinisten) und Böhmische Brüder, um über die Bildung einer polnischen evangelischen Nationalkirche zu beraten. Es kam jedoch nur zu einer gegenseitigen Akzeptanz der jeweiligen Bekenntnisse und der Möglichkeit des Austauschs von Geistlichen, aber nicht zu einem Zusammenschluss (Konsens von Sandomir). Die radikal-reformatorischen Unitarier waren nicht in den Konsens von Sandomir eingebunden. 
1573 erließ König Sigismund II. August ein Toleranzedikt, das die freie Religionsausübung für jeden Bewohner der Republik ermöglichte, auch für Juden und Muslime. Dieses war in dieser Form zu jener Zeit in Europa einzigartig.

## Gegenreformation (1575–1768)
Mit dem Amtsantritt des neuen Königs Stephan Báthory verschlechterte sich die Situation der Protestanten wieder zunehmend. 1595 kündigten die Lutheraner noch den Konsens von Sandomir auf und beendeten damit ein gemeinsames Handeln der drei großen reformatorischen Kirchen im Land.
Im 17. Jahrhundert nahmen die Repressionen gegen Protestanten zu. 1648 wurden die Polnischen Brüder aus Polen vertrieben.
1717 erließ der Sejm ein Gesetz, das Protestanten untersagte, neue Kirchen zu errichten und hohe staatliche Posten zu bekleiden. 1724 wurden in Thorn Protestanten hingerichtet und fast alle evangelischen Kirchen in der Stadt wieder den Katholiken übergeben. 1730 und 1734 wurde die rechtliche Situation durch neue Gesetze weiter verschlechtert.
Erst 1768 kam es zu einer offiziellen Gleichberechtigung für Protestanten (und Orthodoxe), allerdings nur unter massivem russischen und preußischen Druck. Erst nach der Ersten Teilung Polens konnten 1775 diese Gesetze auch umgesetzt werden.

## Reformatorische Schriften

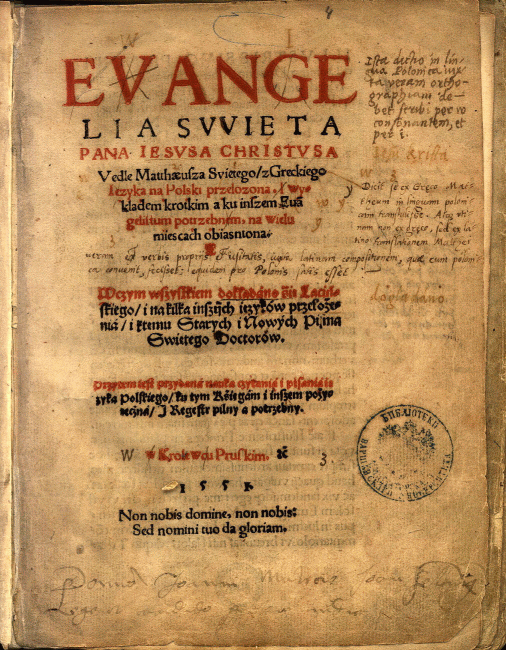
Neues Testament, 1551

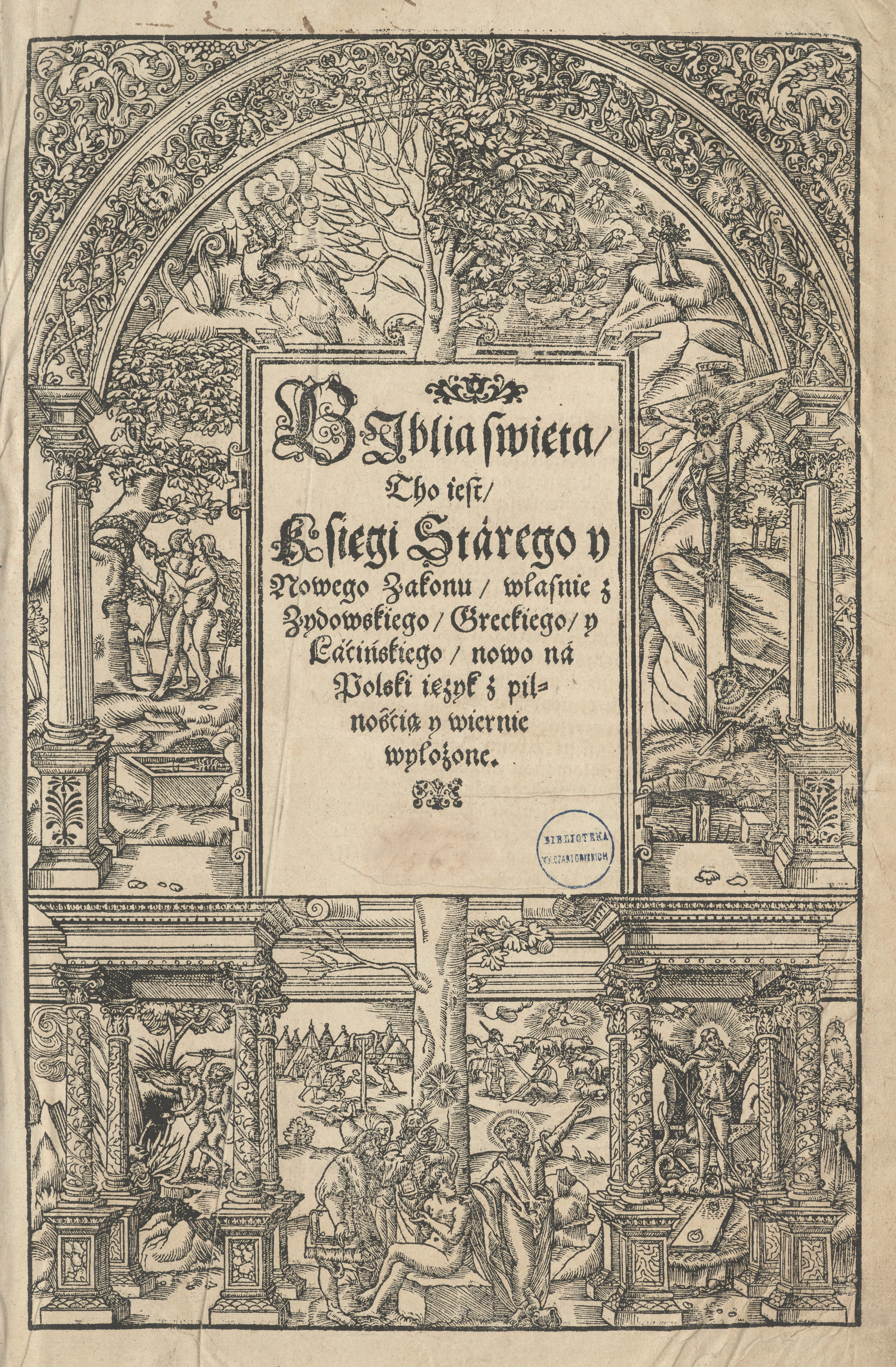
Brester Bibel, 1563

Seit den 1540er Jahren erschienen lutherische Schriften in polnischer Sprache in der Druckerei von Johann Seclutian in Königsberg, seit 1553 auch reformierte Schriften in der Druckerei von Fürst Mikołaj Radziwiłł in Brześć (Brest) und an anderen Orten.
- 1545 Kleiner Katechismus von Luther bei Seclutian
- 1546 Psalmen Davids  von Nikolaus Rej bei Seclutian
- 1547 Großer Katechismus von Luther bei Seclutian
- 1547 Gesangbuch bei Seclutian
- 1551–53 Neues Teatament, übersetzt von Stanisław Murzynowski bei Seclutian
- 1563 Brester Bibel (Radziwiłł-Bibel), erste vollständige evangelische Bibel, übersetzt von reformierten Theologen
- 1581 Jan Abramowicz: Kathechism álbo krotkei w iedno mieysce zebránie, doi:10.3931/e-rara-79810